# Naděje s bukovými křídly
Naděje s bukovými křídly je básnická sbírka Jana Skácela poprvé vydaná v roce 1983. Autor je řazen ke generaci, která vstoupila do českého literárního dění v 50. letech 20. století a v jeho tvorbě je patrný vliv prostředí Moravy, kde prožil svůj život. Sbírka básní je složena ze dvou cyklů, jež obsahují dohromady 200 básní, konkrétně čtyřverší. První cyklus se jmenuje Chyba broskví a druhý nese název Oříšky pro černého papouška. Skácelova sbírka čtyřverší je doplněna o prolog, který měl původně sloužit již v roce 1979 jako novoroční přání pro spisovatelovy přátele.

## Grafická podoba
Každé čtyřverší, které je ve sbírce obsaženo, je očíslováno, což má svůj význam nejen kvůli přehlednosti a orientaci, ale i záměrnému posloupnému uspořádání básní. Název prvního cyklu Chyba broskví je vzat ze čtyřverší č. 45, stejně tak titul druhého cyklu pochází ze čtyřverší č. 11 v druhé polovině sbírky.
Mnoho čtyřverší má jinou grafickou úpravu, která není dílem náhody, ale má svůj význam. Jedna z grafických variant ve sbírce vypadá následovně:
labutě světle obuté 

mlčí a na maličkou zemi

přišel čas spánku                  to je jako vzlétnout 

a jíti po svých někam s labutěmi

Třetí verš je graficky rozdělen do dvou částí, přičemž je naznačeno, že druhá část třetího verše patří ke čtvrtému verši, který na ni smysluplně navazuje. Specifická grafická úprava nemívá jen jeden význam. Předěl může také sloužit k oddělení jiných gramatických dispozic. To znamená, že před předělem autor popisuje krajin nebo stav věci a následně po předělu vystupuje subjekt s určitou činností. Pro příklad báseň č. 46:
pod stromy v sadech bývá z rána 

a o polednách někdy zahlédneme tmu 

odcházet k řece                  rudnou jeřabiny 

a země nepatří už zase nikomu
Sbírka však obsahuje i básně, v nichž jsou všechny verše rozděleny pomocí předělu, čímž chtěl autor pravděpodobně dosáhnout vizuálního efektu, ale i básně, které žádný předěl neobsahují.
Z výše uvedeného lze vyvodit, že Jan Skácel si s verši velice rád hrál a pro práci s nimi neužíval žádná pravidla. Díky volnější práci s textem si tak dokázal hrát i s motivy, které různým způsobem buď sbližoval, nebo naopak stavěl do protikladů.

## Motivy sbírky
Velmi silným motivem ve sbírce je voda nejen sama o sobě, ale i v různých podobách. Voda jako jeden z živlů, které Skácel často ve své poezii používal, je spojována se slovem, neboť ji považoval za určitou obranu vůči lpění na slovech, což dokládá báseň č. 56:
ta němá slova vypůjčím si od ryb 

budu je říkat vroucně pod vodou 

a ani trochu nebude mi líto 

jestli se utopí a na břeh nedojedou
Déšť, první podoba vody a další motiv, který Skácel používal, se objevuje v básních ve dvou rozdílných smyslech. V básni č. 52 je vyobrazen jako těžký a smutný a lyrický subjekt se od něj distancuje pomocí slov: „a byl tak sám a beze jména“. Naopak v následující básni je déšť pojat jako něco krásného a znovuzrozujícího. Tato ambivalentní pojetí motivů jsou prostoupena celou sbírkou.
Druhý motiv související s vodou je moře, které zde hraje roli zaklínadla, pomocí kterého by mohl člověk být přivolán nazpět mezi živé. Dokladem je báseň č. 21:
a ku podivu 

moře voní senem 

pane amundsene 

kdy se vrátíte
S vodou je u Skácela neodmyslitelně spjata studánka, která je dle něho zdrojem pravdy a voda v ní je naprosto průzračná právě jako pravda. Je symbolem čistoty a neposkvrněnosti.[zdroj⁠?!]
Další motiv, který vychází z vody, je sníh. Jan Skácel však využívá sníh i ve spojitosti s jinými barvami než pouze bílou, tudíž mu přikládá i jiné významy. V básni č. 13 má sníh černou barvu a nese spíše negativní význam.
Důležitým prvkem ve Skácelově sbírce je také motiv podzimu a zimy. Roční období pojímá silně archetypálně. V básni č. 81 je podzim ve třech verších hlavním dějem a ve čtvrtém je vyobrazen v čase mýtu, k čemuž dopomáhají adverbia použitá ve čtvrtém verši. Ve Skácelově poezii se objevují přírodní živly, kromě vody, která nese ve sbírce několik podob, lze ve čtyřverších nalézt i další, konkrétně oheň. Je zastoupen o něco méně než voda, ale také je považován za jeden z důležitých motivů sbírky. Obdobně jako ostatní motivy, i oheň je ve sbírce použit v ambivalentních verzích. Na jedné straně mu Skácel připisuje pozitivní význam, což zprostředkoval pomocí hořící svíce. Ta nejčastěji symbolizuje nový život. Svíce, jako symbol nového začátku, se objevuje hned v úvodní básni celé sbírky.
novému ránu rožnem svíci 

je neznámé a nemá tváře 

jak anděl v dřevu lípy spící 

a čekající na řezbáře
Negativní význam ohně však ve sbírce převažuje. K záporným motivům řadil Jan Skácel požár, nebo pocit žízně, který může být jeden z následků ničivé činnosti ohně. V souvislosti s ním se v druhém cyklu Oříšky pro černého papouška objevuje pohádková postava Ptáka Ohniváka.

## Druhý cyklus sbírky
Verše druhé části sbírky s názvem Oříšky pro černého papouška mají jiné ladění než ty předchozí. Jedná se o verše více filozoficky i politicky vyznívající a ztrácí se v nich slovní hříčky, které byly charakteristické pro první cyklus sbírky. Dalším častým motivem, který se v druhé polovině sbírky objevuje, je smrt, jež Skácel chápal jako přirozenou součást života a přijal ji jako fakt. Stejně jako ostatní motivy sbírky, je taktéž vyobrazena v několika podobách a ve spojitosti s různými jevy. Jednou ji chápe jako něco, co se událo před opětovným zrozením, podruhé je spojena se životem jeho matky.
maminko nejsi je to dávno 

a my jsme malou chvíli zbyli 

udělali jsme toho málo 

a ani smrt jsme nezabili

## Jazyková rovina sbírky
Pro Skácelova čtyřverší je charakteristická zkratka, kterou dobře ovládal a dovedl na velmi malém prostoru obsáhnout vše tak, aby každé čtyřverší mohlo stát samostatně a po významové stránce bylo naprosto soběstačné a výmluvné. Kromě zkratky se pro jeho verše typická hra se slovy. Do svých básní čerpal z dialektu i hovorové češtiny, používal přísloví i rčení, nebo citoval lidovou píseň. Sbírka Naděje s bukovými křídly je důkazem zmíněných prvků a má velice blízko k moravské lidové tvorbě.